# Fédération ouvrière régionale uruguayenne
La Fédération ouvrière régionale uruguayenne (Federación Obrera Regional Uruguaya, FORU) était une organisation syndicale d'inspiration anarchiste fondée en 1905 en Uruguay. Elle a joué un rôle important dans l'organisation de la classe ouvrière uruguayenne, elle est ainsi la centrale unique des travailleurs jusqu'en 1923. La FORU adhère à l'Association internationale des travailleurs en 1922. Une scission importante en 1923, puis la répression étatique et la concurrence des organisations socialistes lui font ensuite perdre peu à peu son influence.